# Ève (Rousseau)
Pour les articles homonymes, voir Ève (homonymie).
Ne doit pas être confondu avec Ève dans le jardin d'Éden.
Ève est un tableau réalisé par le peintre français Henri Rousseau en 1906-1907. Cette huile sur toile est une peinture religieuse qui illustre dans un style naïf un épisode-clé du Livre de la Genèse, le moment de la Chute, lequel voit Ève accepter du serpent le fruit qu'il lui suggère. Assimilable aux Jungles pour lesquelles l'artiste est particulièrement reconnu, l'œuvre représente la pécheresse nue dans la végétation dense d'une forêt tropicale. Elle la montre en outre sans Adam, lequel l'accompagne généralement dans l'iconographie chrétienne de l'Éden. Elle est conservée à la Kunsthalle de Hambourg, en Allemagne.